# كولوس كوفاليفكا
كولوس كوفاليفكا هو فريق كرة قدم أوكراني من قرية كوفاليفكا.تأسس في 2012 ويشارك حالياً في الدوري الأوكراني الممتاز.